# برمنغهام إجباستون (دائرة انتخابية في المملكة المتحدة)
برمنغهام، إجباستون  (بالإنجليزية: Birmingham, Edgbaston)‏ هي إحدى الدوائر الانتخابية في المملكة المتحدة الممثلة في مجلس العموم في برلمان المملكة المتحدة.
عضو البرلمان الذي يمثلها حالياً هو :Ms Gisela Stuart (Lab).